# Andreas Heiniger
Andreas Heiniger (* 20. Oktober 1963 in Aarberg) ist ein ehemaliger Schweizer Eishockeyspieler, der zwischen 1983 und 1992 für den EHC Biel in der Nationalliga A sowie den HC Sierre, SC Herisau und HC Martigny in der Nationalliga B spielte.

## Karriere

### Eishockey

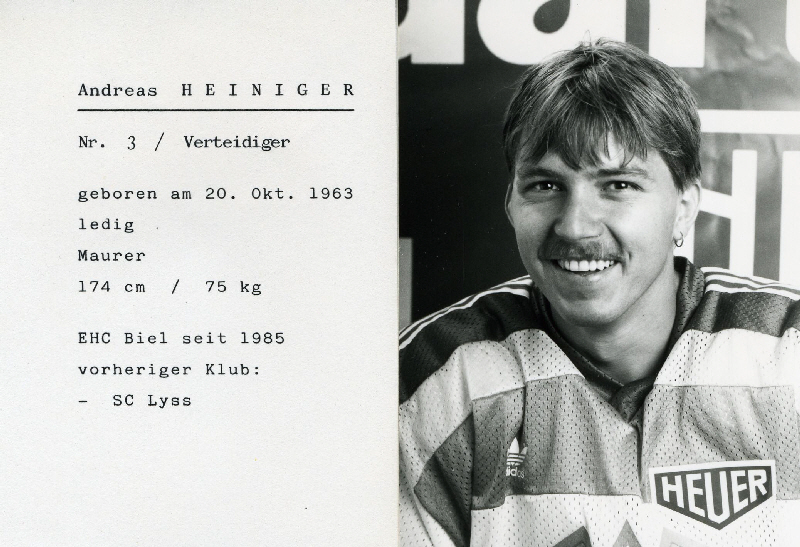
Spielerpass beim EHC Biel (1985)

Seine Eishockeykarriere als Verteidiger begann Heiniger beim SC Lyss, mit dem er in der Saison 1983/84 den Wiederaufstieg in die Nationalliga B knapp verpasste. In der Saison 1984/85 erfolgte der Wechsel in die Nationalliga B zum HC Sierre. Ein Jahr später, in der Saison 1985/86, folgte der Sprung unter Jean Helfer in die Nationalliga A zum EHC Biel. Es folgte ein Wechsel für zwei Jahre zum SC Herisau. Hier spielte er unter Björn Kinding und Giovanni Conte. Mit dem SC Herisau erreichte er einmal die Aufstiegsspiele für die Nationalliga A. Die letzten vier Jahre in der Nationalliga spielte Heiniger für den HC Martigny. Mit Martigny bestritt er dreimal die Aufstiegsspiele für die Nationalliga A und wurde dabei einmal Nationalliga-B-Meister. Die Trainer beim HC Martigny waren Norm Dubé und Richmond Gosselin. Im Jahr 2000 beendete Heiniger seine Eishockey-Karriere bei seinem Stammverein, dem SC Lyss, in der 1. Liga.

### Fussball
Im Fussball stieg Heiniger 1985 mit dem SV Lyss in die höchste Amateurliga (1. Liga) auf.

## Erfolge und Auszeichnungen
- 1990 Meister der Nationalliga B mit dem HC Martigny